# Nadagarodes subpulchrata
Nadagarodes subpulchrata là một loài bướm đêm trong họ Geometridae.